# The Member of the Wedding (film)
Pour l’article homonyme, voir The Member of the Wedding.
Pour plus de détails, voir Fiche technique et Distribution.
The Member of the Wedding est un film dramatique américain réalisé par Fred Zinnemann, sorti en 1952.

## Synopsis
Dans une petite ville de Géorgie, la jeune Frankie Addams, véritable garçon manqué de douze ans, est inquiète de se sentir vivre et considérer en marge du monde par sa communauté. Son attitude, ses opinions, ses faits et gestes font d'elle un paria parmi les membres étroits d'esprit de sa communauté. Elle peut toutefois compter sur son seul ami, son voisin John Henry, même si elle fait mine de ne point le considérer comme tel. Son père, veuf, accaparé par la direction sa petite entreprise, laisse Frankie à la garde de Berenice Sadie Brown, la gouvernante, qui est également chargée de soigner son propre frère adoptif, Honey Camden, en qui se résume toute sa famille. Frankie voit en grande partie les conseils de Berenice comme les élucubrations un peu folles d'une femme noire ignorante.
Quand son frère aîné Jarvis annonce qu'il va épouser une femme nommée Janice, toute la maisonnée se prépare à les accueillir et à préparer les noces. Immédiatement après avoir vu Jarvis et Janice ensemble, Frankie tombe amoureuse du couple, de leur bonheur, et croit qu'en quittant la ville avec eux après le mariage, elle vivra enfin heureuse. Frankie veut même se rebaptiser Jasmine pour avoir elle aussi un prénom qui  commence par « Ja ». Mais la réalité ne permettra pas à Frankie de connaître le bonheur chimérique qu'elle s'est secrètement inventé.

## Fiche technique
- Titre : The Member of the Wedding
- Réalisation : Fred Zinnemann
- Scénario : Edna Anhalt et Edward Anhalt d'après le roman éponyme de Carson McCullers
- Production : Stanley Kramer
- Musique : Alex North
- Photographie : Hal Mohr
- Direction artistique : Cary Odell et Rudolph Sternad
- Décors de plateau : Frank Tuttle
- Montage : Harry W. Gerstad et William A. Lyon
- Pays d'origine : États-Unis
- Format : Noir et blanc - 1,37:1 - Mono
- Genre : Drame
- Durée : 93 minutes
- Date de sortie : 1952

## Distribution
- Julie Harris : Frances 'Frankie' Addams
- Ethel Waters : Berenice Sadie Brown
- Brandon De Wilde : John Henry
- Arthur Franz : Jarvis Addams
- Nancy Gates : Janice
- Dickie Moore : Le soldat